# Polypeptide pancréatique
Le polypeptide pancréatique est une polypeptide sécrété par le pancréas. Le rôle de cette hormone semble être principalement glucorégulatrice.

## Nature
Le polypeptide pancréatique est un polypeptide de régulation. Sa séquence comprend 36 acides aminés en chaîne rectiligne.
Il est principalement produit chez l'homme dans le pancréas cependant, de rares cellules intestinales à fonction endocrine produisant un "polypeptide pancréatique" ont été décrites chez certaines espèces.

## Constitution cellulaire du pancréas
Le pancréas est une glande constituée à 99% de cellules exocrines, réalisant le pancréas exocrine, produisant le suc pancréatique constitué de molécules multiples nécessaires à la digestion. La fonction endocrine, n'est elle réalisée que dans une toute petite partie du pancréas (à peine plus de 1% de la masse, comme du nombre de cellules pancréatiques) disséminée sous la forme d'îlots cellulaires appelés îlots de Langerhans. Chez l'homme adulte il y a entre 500 000 et 1 million d'îlots. Dans ces îlots on distingue au moins 5 types de cellules dénommées alpha (α, ou A), beta (β, ou B), delta (δ, ou D), epsilon (ε, ou E) et un type au nom variable selon les auteurs et les époques dit 
cellules gamma (γ) ou F ou PP.
Les cellules alpha produisent le glucagon et correspondent à 20 % du nombre total de cellules des îlots ; les cellules bêta produisent l'insuline et l'amyline correspondant à 70 % du total des cellules des îlots ; les cellules delta produisent de la somatostatine et représentent moins de 10 % du nombre total de cellules des îlots ; les cellules epsilon produisent de la ghréline et représentent moins de 1 % du nombre total de cellules des îlots ; enfin les cellules PP (ou gamma γ ou cellules F), fournissant le polypeptide pancréatique (d'où PP, l'un des noms des cellules qui le produisent) ne représentent que moins de 5 % du nombre total de cellules des îlots. Il n'est pas impossible qu'il y ait d'autres types de cellules plus rares comme cela peut être observé chez certains mammifères.

## Cellules productrices de polypeptide pancréatique
Le polypeptide pancréatique est sécrété par les cellules PP (gamma,γ) des îlots de Langerhans de la tête du pancréas. La sécrétion est induite par l'ingestion des aliments et sous contrôle vagal. La libération du polypeptide pancréatique est à médiation hormonale et neuronale et les réponses exagérées ou diminuées en polypeptide pancréatique sont des indicateurs de l'intégrité du système neuro-entéro-pancréatique.

## Fonctions du polypeptide pancréatique
Le polypeptide pancréatique semble être principalement une hormone glucorégulatrice. Il reste à déterminer s'il joue un rôle dans l'ingestion des aliments en tant que médiateur de la satiété chez l'homme. Sa fonction la plus probable semble être celle d'un régulateur de l'action de l'insuline hépatique en tant que médiateur de la synthèse protéique du récepteur hépatique de l'insuline. Un déficit de la réponse du polypeptide pancréatique aux nutriments ingérés semble être un marqueur utile pour distinguer le diabète pancréatogénique (dit de diabète de type 3c) du diabète de type 2, et son remplacement chez les patients améliore la sensibilité à l'insuline hépatique et l'homéostasie du glucose. Les procédures chirurgicales pancréatiques qui épargnent la région riche en cellules PP du pancréas présentent un risque plus faible de diabète postopératoire. Par ailleurs il existe des effets certains du polypeptide pancréatique sur la fonction exocrine pancréatique et la cholérèse.
En 2021, il a par ailleurs été démontré que les cellules PP (gamma,γ) sont en fait très hétérogènes. Ainsi il est apparu qu'il existe des sous-ensembles de cellules PP (gamma,γ) qui produisent non pas une seule mais 2 hormones, au lieu du seul polypeptide pancréatique, et qui de plus partagent des marqueurs d'identité considérés jusque là comme spécifiques des autres types de cellules des îlots de Langerhans,. De plus, la même équipe a montré : que la suppression des cellules PP (gamma,γ) chez des souris ne modifie ni la glycémie ni le poids corporel ; et que lorsque les cellules β (productrices de l'insuline) ne sont plus fonctionnelles, les cellules PP (gamma,γ) peuvent modifier leur expression génétique, et pour certaines d'entre elles produire dès lors de l'insuline. Cette plasticité cellulaire entre cellules pancréatiques endocrine ouvre des perspectives thérapeutiques nouvelles, en particulier dans le traitement du diabète.